# Берег скелетов (роман Джеффри Дженкинса)
«Берег скелетов» (англ. A Twist of Sand) — приключенческий роман южноафриканского журналиста, писателя, сценариста Джеффри Дженкинса, опубликованный в 1959 году. Роман переведён на 23 языка мира и сразу же стал бестселлером.
На русском языке «Берег скелетов» впервые в сокращенном варианте публиковался в журнале «Вокруг света» № 3-8 за 1975 г.
В 1968 году роман экранизирован режиссёром Доном Чэффи с Ричардом Джонсоном и Онор Блэкман в главных ролях.
Роман повествует о захватывающей истории поиска человеком искупления. Большая часть действия разворачивается в окрестностях африканского Берега Скелетов — самых опасных вод в мире, — и по мере того, как напряжение нарастает, читателя захватывает водоворот событий и конфликтов.
Русскоязычное название происходит от названия местности Берег Скелетов — прибрежная зона в пустыне Намиб, где развиваются основные события в романе.
Англоязычное название переводится, например, «песчаный вихрь», что характеризует частые природные явления около Берега скелетов.

## Сюжет
Основное действие романа происходит в районе Берега скелетов в 1957 году. Также главный герой предаётся воспоминаниям времен Второй мировой войны.
Джеффри Макдональд владеет рыболовецким судном «Этоша» (доставшимся незаконным путем) и занимается ловлей рыбы у юго-западного побережья Африки в районе Уолфиш-Бей. В годы Второй мировой войны он был капитан-лейтенантом британских военно-морских сил, капитаном подводной лодки, кавалером ордена «За боевые заслуги», а звали его Джеффри Пэйс — он был разжалован по решению трибунала. Вместе с ним на «Этоше» два старых боевых товарища: штурман Джон Герланд и инженер-механик Макфадден по прозвищу Мак. В годы войны они, все вместе, провели множество сражений у юго-западного побережья Африки. Об этих сражениях главный герой часто повествует на протяжении действия романа. Джеффри является лучшим знатоком прибрежных вод у юго-западного побережья Африки, особенно около печально известного и непредсказуемого Берега скелетов.
Однажды на «Этошу» приходит немец Стайн, представляясь доктором наук и искателем онимакрисов. Используя шантаж, он заставляет Джеффри отвезти его и высадить на Берег скелетов для проведения экспедиции вглубь материка. Стайн берет с собой специалиста по онимакрисам Анну Нильсен и телохранителя Иоганна, выжившего матроса с подводной лодки, потопленной Джеффри в годы войны.
Проведя «Этошу» через сложнейшие препятствия, Джеффри приводит судно к Берегу скелетов. Приплыв на берег на лодке, Стайн заставляет Джеффри присоединиться к экспедиции и угрожает Анне и Джеффри, если они попытаются сбежать. В экспедицию отправляются четверо: Стайн, Иоганн, Анна и Джеффри.
В пути возникают множество опасных ситуаций, которые преодолены во многом благодаря случайному стечению обстоятельств. Также Джеффри и Анна находят старинный корабль и наблюдают несколько уникальных природных явлений. Несмотря на то, что цель экспедиции достигнута, выживает и обратно возвращается только один человек в истощенном состоянии.

## Персонажи
- Джеффри Пэйс (после смены фамилии Джеффри Макдональд) — главный герой, капитан рыболовецкого судна (в прошлом капитан подводной лодки)
- Анна Нильсен — доктор наук, специалист по онимакрисам
- Альберт Стайн — искатель онимакрисов, авантюрист, главный антигерой
- Джон Герланд — штурман на судах главного героя
- "Мак" Макфадден — инженер-механик на судах главного героя
- Иоганн — немец, выживший матрос с подводной лодки АПЛ1

## Публикации
русскоязычные:
- журнал «Вокруг света», №№ 3-8 за 1975 г.
- «Берег скелетов». Повесть. Кишинев. «Concordia». 1991. — 128 с. ISBN 5-85748-014-0.
- антология «Берег скелетов. Пещера чудовищ. Львиное озеро», 1991 г.
- антология «Морские истории», 1991 г.
- сборник «Берег скелетов», 2020 г.

множество англоязычных, некоторые:
- Издатель Viking Press, 1959; ISBN 0670736074, 9780670736072; Владелец оригинала: Калифорнийский университет
- Издатель Avon, 1959
- Издатель Collins, 1973; ISBN 000221802X, 9780002218023
- Издатель Fontana, 1973; ISBN 0006131883, 9780006131885
- Издатель iUniverse, 2009; ISBN 1440119961, 9781440119965

лицевая обложка, 1973 г.
иллюстрация, 1959 г.
лицевая обложка, 1991 г.
задняя обложка, 1991 г.

## Экранизация
В 1968 году роман был экранизирован режиссёром Доном Чэффи. Русскоязычная версия фильма отсутствует.